# Hispaniola
Hispaniola (tiếng Tây Ban Nha: La Española, tiếng Taíno: Haiti) là đảo lớn thứ 22 trên thế giới, nằm trong nhóm đảo Đại Antilles, Caribbe. Đây là đảo lớn thứ nhì Caribbe sau Cuba, và là đảo đông dân thứ mười trên thế giới.
Hòn đảo rộng 76.192 kilômét vuông (29.418 dặm vuông Anh) này là lãnh thổ của hai quốc gia, nước Cộng hòa Dominica (48.445 km2, 18.705 sq mi) nói tiếng Tây Ban Nha, và Haiti (27.750 km2, 10.710 sq mi) nói tiếng Pháp. Hòn đảo "chia đôi" duy nhất khác tại Caribbe là Saint Martin, được chia sẻ giữa Pháp (Saint-Martin) và Vương quốc Hà Lan (Sint Maarten). Tổng dân số trên đảo tính đến ngày 31 tháng 12 năm 2022 là 22,899,925 người.
Hispaniola là nơi điểm dân cư lâu dài đầu tiên của người châu Âu tại châu Mỹ được dựng lên, bởi Christopher Columbus trong các cuộc viễn chinh năm 1492 và 1493.

## Địa danh
Thổ dân châu Mỹ xưa có nhiều tên gọi đảo Hispaniola. Theo Gonzalo Fernández de Oviedo và Bartolomé de las Casas thì bộ tộc Taino gọi đảo là Haiti, có nghĩa "xứ núi non".
Khi Cristoforo Colombo khám phá ra đảo thì ông đặt tên xứ này là La Isla Española, tức là "đảo của Tây Ban Nha". Địa danh này được các sử gia đương thời dịch lại, dùng tên tương đương theo tiếng La Tinh nên tên "Hispaniola" được phổ biến trên các bản đồ.

## Lịch sử
La Navidad (Môle Saint-Nicolas) ở bờ bắc nước Haiti ngày nay là nơi Columbo cho lập thị trấn đầu tiên ở Tân Thế giới. Bấy giờ là Tháng Chạp năm 1492. Thị trấn thứ nhì là La Isabella nay thuộc Cộng hòa Dominica. Năm sau triều đình Tây Ban Nha phái Bartolomeo Colomb, em của nhà thám hiểm đưa 1300 cư dân đến Hispaniola lập nghiệp. Năm 1496 thì khai sinh thị trấn Santo Domingo, nay là thủ đô Cộng hòa Dominica.
Cùng lúc đó bộ tộc thổ dân Taino trên đảo chết nhiều, phần vì nhiễm bệnh từ người Âu châu, phần vì bị người Tây Ban Nha ngược đãi nên chính quyền cho chuyển người Phi châu sang làm nô lệ. Số thổ dân ước đoán khoảng 250.000 người khi Columbus đến đảo năm 1492, đến năm 1517 thì chỉ còn khoảng 14.000.